# Treizième circonscription de la Diète de Pologne
La 13e circonscription de la Diète de Pologne (en polonais : Okręg wyborczy nr 13 do Sejmu Rzeczypospolitej Polskiej) ou circonscription de Cracovie-II (en polonais : Okręg Krakowa II) est une circonscription électorale polonaise située dans la voïvodie de Petite-Pologne.
Instituée par la réforme électorale de 2001, elle compte 14 sièges à pourvoir. Elle a son bureau centralisateur à Cracovie.

## Composition territoriale
La circonscription se compose d'une ville-district et de trois districts (en polonais : Powiat) : 
Ville-district
Cracovie (bureau centralisateur) ;
Districts
Powiat de Cracovie ;
Powiat de Miechów ;
Powiat d'Olkusz.
Lors des élections parlementaires du 13 octobre 2019, elle comptait 953 716 électeurs inscrits.

## Résultats électoraux

### Résumé
| Scrutin           | Votants | Députés                                                        | Députés | Députés |
| ----------------- | ------- | -------------------------------------------------------------- | ------- | ------- |
| 23 septembre 2001 | 50,50 % | Alliance de la gauche démocratique - Union du travail (SLD-UP) | 33,67 % | 5 / 14  |
| 23 septembre 2001 | 50,50 % | Plate-forme civique (PO)                                       | 18,15 % | 3 / 14  |
| 23 septembre 2001 | 50,50 % | Droit et justice (PiS)                                         | 16,03 % | 2 / 14  |
| 23 septembre 2001 | 50,50 % | Ligue des familles polonaises (LPR)                            | 6,89 %  | 1 / 14  |
| 23 septembre 2001 | 50,50 % | Autodéfense de la république de Pologne (SRP)                  | 9,66 %  | 1 / 14  |
| 23 septembre 2001 | 50,50 % | Parti paysan polonais (PSL)                                    | 5,11 %  | 1 / 14  |
| 25 septembre 2005 | 47,34 % | Droit et justice (PiS)                                         | 37,29 % | 6 / 13  |
| 25 septembre 2005 | 47,34 % | Plate-forme civique (PO)                                       | 30,56 % | 5 / 13  |
| 25 septembre 2005 | 47,34 % | Alliance de la gauche démocratique (SLD)                       | 7,96 %  | 1 / 13  |
| 25 septembre 2005 | 47,34 % | Ligue des familles polonaises (LPR)                            | 5,70 %  | 1 / 13  |
| 21 octobre 2007   | 61,38 % | Plate-forme civique (PO)                                       | 47,35 % | 7 / 13  |
| 21 octobre 2007   | 61,38 % | Droit et justice (PiS)                                         | 34,43 % | 5 / 13  |
| 21 octobre 2007   | 61,38 % | Gauche et démocrates (LiD)                                     | 9,67 %  | 1 / 13  |
| 9 octobre 2011    | 55,75 % | Plate-forme civique (PO)                                       | 44,40 % | 8 / 13  |
| 9 octobre 2011    | 55,75 % | Droit et justice (PiS)                                         | 30,95 % | 5 / 13  |
| 9 octobre 2011    | 55,75 % | Mouvement Palikot (RP)                                         | 8,90 %  | 1 / 13  |
| 25 octobre 2015   | 58,81 % | Droit et justice (PiS)                                         | 38,55 % | 7 / 14  |
| 25 octobre 2015   | 58,81 % | Plate-forme civique (PO)                                       | 24,56 % | 5 / 14  |
| 25 octobre 2015   | 58,81 % | .Moderne (.N)                                                  | 9,90 %  | 1 / 14  |
| 25 octobre 2015   | 58,81 % | Kukiz'15                                                       | 7,24 %  | 1 / 14  |
| 13 octobre 2019   | 68,57 % | Droit et justice (PiS)                                         | 39,56 % | 6 / 14  |
| 13 octobre 2019   | 68,57 % | Coalition civique (KO)                                         | 30,48 % | 4 / 14  |
| 13 octobre 2019   | 68,57 % | Alliance de la gauche démocratique (SLD)                       | 13,01 % | 2 / 14  |
| 13 octobre 2019   | 68,57 % | Confédération Liberté et Indépendance (Konfederacja)           | 7,99 %  | 1 / 14  |
| 13 octobre 2019   | 68,57 % | Parti paysan polonais (PSL)                                    | 7,27 %  | 1 / 14  |

### Détail

#### Élections de 2001
| Parti | Parti                                   | Nom                                                                           | Voix         |
| ----- | --------------------------------------- | ----------------------------------------------------------------------------- | ------------ |
|       | Alliance de la gauche démocratique      | Kazimierz Chrzanowski                                                         | 38 802       |
|       | Alliance de la gauche démocratique      | Bronisław Cieślak                                                             | 24 252       |
|       | Alliance de la gauche démocratique      | Jerzy Hausner                                                                 | 13 419       |
|       | Alliance de la gauche démocratique      | Anna Filek                                                                    | 7 601        |
|       | Union du travail                        | Jan Orkisz                                                                    | 7 483        |
|       | Plate-forme civique                     | Jan Rokita                                                                    | 20 251       |
|       | Plate-forme civique                     | Bogdan Klich (jusqu'au 16/06/2004) Józef Krzyworzeka (à partir du 18/06/2004) | 11 307 5 300 |
|       | Plate-forme civique                     | Tomasz Szczypiński                                                            | 9 631        |
|       | Droit et justice                        | Zbigniew Ziobro                                                               | 36 309       |
|       | Droit et justice                        | Zbigniew Wassermann                                                           | 9 578        |
|       | Ligue des familles polonaises           | Marek Kotlinowski                                                             | 22 571       |
|       | Ligue des familles polonaises           | Stanisław Papież                                                              | 3 080        |
|       | Autodéfense de la république de Pologne | Kazimierz Wójcik                                                              | 9 668        |
|       | Parti paysan polonais                   | Bogdan Pęk (jusqu'au 16/06/2004) Stefan Nowak (à partir du 18/06/2004)        | 8 113 1 492  |

#### Élections de 2005
| Parti | Parti                              | Nom                                                                               | Voix        |
| ----- | ---------------------------------- | --------------------------------------------------------------------------------- | ----------- |
|       | Droit et justice                   | Zbigniew Ziobro                                                                   | 120 188     |
|       | Droit et justice                   | Zbigniew Wassermann                                                               | 16 325      |
|       | Droit et justice                   | Barbara Bubula (jusqu'au 26/09/2007) Witold Śmiałek (à partir du 27/10/2007)      | 2 832 1 157 |
|       | Droit et justice                   | Bogusław Bosak                                                                    | 2 607       |
|       | Droit et justice                   | Monika Ryniak                                                                     | 2 193       |
|       | Droit et justice                   | Andrzej Adamczyk                                                                  | 1 582       |
|       | Plate-forme civique                | Jan Rokita                                                                        | 72 145      |
|       | Plate-forme civique                | Tomasz Szczypiński                                                                | 7 399       |
|       | Plate-forme civique                | Jacek Krupa                                                                       | 6 860       |
|       | Plate-forme civique                | Ireneusz Raś                                                                      | 6 690       |
|       | Plate-forme civique                | Jerzy Fedorowicz                                                                  | 5 694       |
|       | Alliance de la gauche démocratique | Kazimierz Chrzanowski                                                             | 11 296      |
|       | Ligue des familles polonaises      | Marek Kotlinowski (jusqu'au 27/10/2006) Stanisław Papież (à partir du 14/11/2006) | 9 421 2 444 |

#### Élections de 2007
| Parti | Parti               | Nom                                                                              | Voix          |
| ----- | ------------------- | -------------------------------------------------------------------------------- | ------------- |
|       | Plate-forme civique | Jarosław Gowin                                                                   | 160 465       |
|       | Plate-forme civique | Ireneusz Raś                                                                     | 15 808        |
|       | Plate-forme civique | Jerzy Fedorowicz                                                                 | 15 649        |
|       | Plate-forme civique | Katarzyna Matusik-Lipiec                                                         | 15 130        |
|       | Plate-forme civique | Łukasz Gibała                                                                    | 11 413        |
|       | Plate-forme civique | Jacek Krupa                                                                      | 7 293         |
|       | Plate-forme civique | Andrzej Ryszka                                                                   | 7 292         |
|       | Droit et justice    | Zbigniew Ziobro (jusqu'au 10/06/2009) Zbysław Owczarski (à partir du 24/06/2009) | 164 681 1 614 |
|       | Droit et justice    | Zbigniew Wassermann (mort le 10/04/2010) Monika Ryniak (à partir du 05/2010)     | 6 478 1 494   |
|       | Droit et justice    | Andrzej Adamczyk                                                                 | 3 421         |
|       | Droit et justice    | Jacek Osuch                                                                      | 2 458         |
|       | Sans                | Jan Widacki                                                                      | 24 963        |

#### Élections de 2011
| Parti | Parti               | Nom                                                                    | Voix         |
| ----- | ------------------- | ---------------------------------------------------------------------- | ------------ |
|       | Plate-forme civique | Jarosław Gowin                                                         | 62 570       |
|       | Plate-forme civique | Ireneusz Raś                                                           | 31 455       |
|       | Plate-forme civique | Jerzy Fedorowicz                                                       | 28 383       |
|       | Plate-forme civique | Katarzyna Matusik-Lipiec                                               | 22 178       |
|       | Plate-forme civique | Łukasz Gibała                                                          | 18 583       |
|       | Plate-forme civique | Józef Lassota                                                          | 10 241       |
|       | Plate-forme civique | Jagna Marczułajtis-Walczak                                             | 7 289        |
|       | Plate-forme civique | Lidia Gądek                                                            | 7 191        |
|       | Droit et justice    | Andrzej Duda (jusqu'au 27/05/2014) Piotr Ćwik (à partir du 05/06/2010) | 79 981 3 502 |
|       | Droit et justice    | Ryszard Terlecki                                                       | 14 726       |
|       | Droit et justice    | Andrzej Adamczyk                                                       | 14 297       |
|       | Droit et justice    | Jacek Osuch                                                            | 10 997       |
|       | Droit et justice    | Barbara Bubula                                                         | 7 502        |
|       | Mouvement Palikot   | Anna Grodzka                                                           | 19 451       |

#### Élections de 2015
| Parti | Parti               | Nom                                                                                         | Voix         |
| ----- | ------------------- | ------------------------------------------------------------------------------------------- | ------------ |
|       | Sans                | Małgorzata Wassermann                                                                       | 81 379       |
|       | La Pologne ensemble | Jarosław Gowin                                                                              | 43 439       |
|       | Droit et justice    | Andrzej Adamczyk                                                                            | 18 514       |
|       | Droit et justice    | Jacek Osuch                                                                                 | 10 219       |
|       | Droit et justice    | Barbara Bubula                                                                              | 9 813        |
|       | Droit et justice    | Ryszard Terlecki                                                                            | 7 913        |
|       | Droit et justice    | Elżbieta Duda                                                                               | 6 555        |
|       | Plate-forme civique | Rafał Trzaskowski (jusqu'au 29/10/2018) Jagna Marczułajtis-Walczak (à partir du 15/11/2018) | 47 080 6 899 |
|       | Plate-forme civique | Ireneusz Raś                                                                                | 24 543       |
|       | Plate-forme civique | Bogusław Sonik (jusqu'au 20/11/2018) Grzegorz Lipiec (à partir du 29/11/2018)               | 11 715 4 460 |
|       | Plate-forme civique | Lidia Gądek                                                                                 | 9 082        |
|       | Plate-forme civique | Józef Lassota                                                                               | 8 285        |
|       | Sans                | Jerzy Meysztowicz                                                                           | 26 164       |
|       | Kukiz'15            | Agnieszka Ścigaj                                                                            | 17 630       |

#### Élections de 2019
| Parti | Parti              | Nom                   | Voix    |
| ----- | ------------------ | --------------------- | ------- |
|       | Sans               | Małgorzata Wassermann | 140 692 |
|       | Droit et justice   | Andrzej Adamczyk      | 29 686  |
|       | Alliance           | Jarosław Gowin        | 15 802  |
|       | Droit et justice   | Jacek Osuch           | 12 150  |
|       | Droit et justice   | Ryszard Terlecki      | 10 327  |
|       | Droit et justice   | Elżbieta Duda         | 8 298   |
|       | Coalition civique  | Paweł Kowal           | 76 720  |
|       | Coalition civique  | Ireneusz Raś          | 18 203  |
|       | Coalition civique  | Bogusław Sonik        | 17 465  |
|       | Coalition civique  | Aleksander Miszalski  | 15 987  |
|       | Sans               | Maciej Gdula          | 35 279  |
|       | La Gauche ensemble | Daria Gosek-Popiołek  | 17 488  |
|       | KORWiN             | Konrad Berkowicz      | 36 428  |
|       | Sans               | Agnieszka Ścigaj      | 20 877  |